# L'ultimo treno per Rock Ferry
L'ultimo treno per Rock Ferry è un romanzo di Douglas Enefer, e pubblicato nel numero 1481 della serie Il Giallo Mondadori il 19 giugno 1977.

## Personaggi
- Ispettore Bawtry
- Ispettore capo Brooker
- Sovrintendente capo Braxted
- Vice sovrintendente Fallon
- Sergente Barron
- Charley Laurent: allibratore
- Leila Laurent: moglie di Laurent
- Gillian Hallsworth: amante di Charley
- Frank Lenner: spacciatore di droga
- Jim Makepiece: un giovane sbandato
- Lucy Nicholls: la ragazza di Makepiece
- Smiler Dobie: informatore della polizia

## Trama
L'ispettore Bawtry è incaricato di indagare su un furto avvenuto nella villa dei signori Leeson.
Interrogando la domestica dei Leeson scopre che essa, la notte del furto aveva visto un giovane e una ragazza dai capelli biondi, su un furgone.
Tempo dopo lo stesso furgone viene trovato in un incidente: si era scontrato con un'automobile piena di soldi. Sull'auto sono stati trovati due morti, ma sul furgone non è stato visto nessuno.
Bawtry ritorna dalla domestica, che pochi giorni fa aveva visto lo stesso giovane dell'altra volta entrare in un condominio vicino alla fermata dell'autobus.
L'ispettore si reca sul posto e scopre i colpevoli: son Jim Makepiece e la sua ragazza, che al momento dell'incidente con la macchina, erano poi fuggiti in campagna.
Intanto la polizia si sta chiedendo cosa ci facessero tutti quei soldi sulla macchina.
Si pensa che sarebbero stati usati per comprare delle partite di cannabis, visto che l'informatore della polizia, Smiler Dobie, aveva sentito girare voci di presunti arrivi della droga.
L'ispettore Bawtry, mentre interroga l'allibratore Charly Laurent, scopre che quando lui (l'ispettore) gli parla di cannabis, Laurent si agita ma in modo poco percettibile.
Questo fatto viene notato però dagli occhi attenti dell'ispettore.
Egli allora da il compito al sergente Barron di sorvegliare Charley.
Il sergente viene però trovato in compagnia di una donna, che risulta essere Laura Laurent, la moglie di Charley.
Dopo un po' di tempo viene trovato morto Charley Laurent. Sua moglie era andata a teatro e quando
aveva rincasato aveva trovato morto il marito con un coltello nella schiena. La donna riferisce anche
di aver visto una macchina, una Mini blu, con una targa che iniziava per K, che stava andando via dalla casa in cui era
avvenuto il delitto.
Laura Laurent dice che la signora Gillian Hallsworth avrebbe una macchina simile.
Questa signora aveva lavorato con Charley Laurent.
L'ispettore Bawtry si reca da lei: la macchina corrisponde alla descrizione fatta da Laura. Dopo alcune indagini Bawtry scopre che le impronte sull'arma del delitto corrispondono a quelle della signora Hallsworth.
Tutto questo basterebbe per incriminarla ma Gillian dice che le manca un coltello: Bawtry allora scopre che le è stato rubato.
L'ispettore controlla anche il contachilometri della sua macchina: segna 39.590. Gillian dice di essere andata dal meccanico.
Bawtry si reca sul posto e scopre che quando avevano controllato l'auto della signora il contachilometri segnava 39.583
La distanza dalla rimessa alla casa di Gillian è di 7 km: perciò la signora non avrebbe potuto andare dai Laurent e poi tornare indietro: non è lei la colpevole.
L'ispettore esamina una stanza nella casa di Charley: è vuota ma sul pavimento ci sono spazi che non sono polverosi. Questo fatto insospettisce Bawtry che viene a sapere da Gillian che Charley aveva in mente di ricevere almeno trentamila sterline.
Bawtry capisce allora che Charley doveva vendere delle partite di cannabis, che erano state nascoste nella stanza: ecco perché c'erano spazi piuttosto puliti.
La polizia viene successivamente a sapere da Smiler Dobie, l'informatore della polizia, che un certo Frank Lenner avrebbe potuto comprare la droga. Dobie dice all'ispettore Bawtry l'hotel dove presumibilmente alloggia Lenner.
Bawtry si reca da Makepiece, che una volta gli aveva accennato d aver visto un uomo che diceva di essere un poliziotto in compagnia di una donna. Vengono descritte le due persone: sono il sergente Barron e Laura Laurent.
Bawtry incarica allora a un agente di sorvegliare Barron. Poi si reca nell'hotel dove vede Lenner incontrarsi con Laura; ascolta una loro conversazione e capisce tutto: è stato il sergente Barron a uccidere Charley, con la complicità di Laura, per rubargli la cannabis.
Ma Laura, una volta incontrato Lenner, insieme a lui aveva deciso di tradire Barron, rubandogli la cannabis e fuggendo insieme a Lenner.
Bawtry allora organizza una trappola per incastrare i due criminali: facendo finta di nulla, incarica Barron di andare a Rock Ferry, il paese dove si sarebbero ritrovati Laura e Frank Lenner, in una casa.
Ma a sua insaputa la polizia avrebbe circondato la casa, e avrebbe messo un microchip nell'appartamento, in modo da sentire quello che si sarebbero detti Barron, Lenner e Laura Laurent.
Ma la faccenda prende una piega drammatica: Barron che voleva la sua parte di denaro ricavato dalla vendita della cannabis. ingaggia una lotta con Lenner, perché costui non glieli vuole dare; ma Lenner estrae una pistola e fa fuoco su Barron, che muore.
In quel momento sopraggiunge la polizia, che arresta Lenner e Laura

## Edizioni
- Douglas Enefer, L'ultimo treno per Rock Ferry, collana Il Giallo Mondadori n.1481, Arnoldo Mondadori Editore, 1977.